# Anethoporus guayrensis
Anethoporus guayrensis är en mångfotingart som först beskrevs av Filippo Silvestri 1896.  Anethoporus guayrensis ingår i släktet Anethoporus och familjen Spirostreptidae. Inga underarter finns listade i Catalogue of Life.